# Psiax

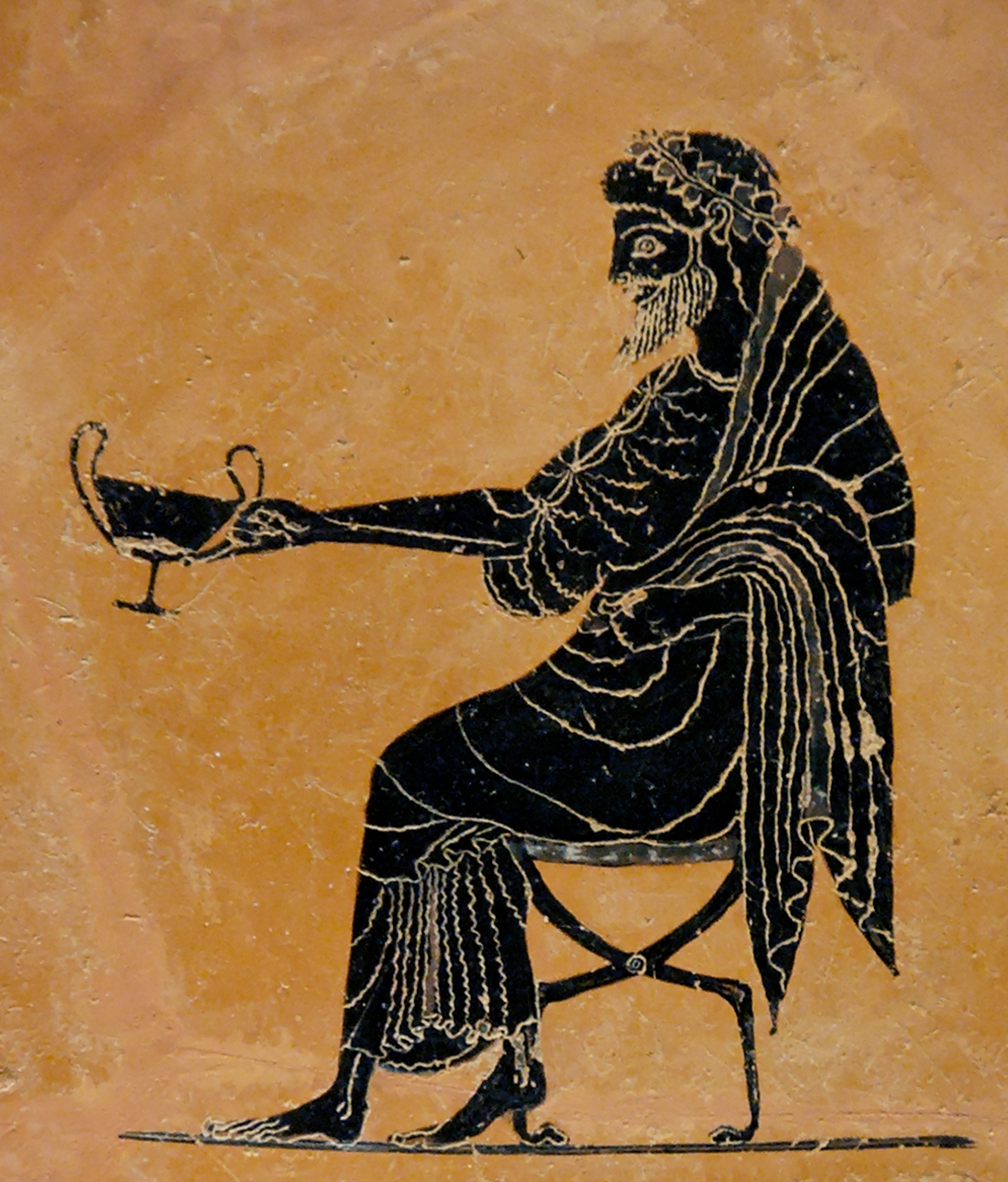
Dioniso sujetando un cántaros, plato de figuras negras de Psiax, ca. 520-500 a. C., Museo Británico (B 589)

Psiax (en griego antiguo: Ψίαξ) (fl. c. 530 – 510 a. C.) fue un pintor de cerámica de la Antigua Grecia. Desempeñó un importante papel en la transición de la cerámica de figuras negras a la cerámica de figuras rojas en Atenas. Antiguamente llamado «el pintor de Menon», después fue llamado Psiax por su firma en una ánfora de figuras rojas (Philadelphia, U. PA, Mus., 5349). Firmó dos figuras rojas de alabastro y ambas llevaban la firma del alfarero Hilinos (Karlsruhe, Bad. Landesmus., 242 (B 120) and Odessa, A. Mus.). Psiax era conocido anteriormente como el Pintor de Menon, en honor al alfarero Menón firmado (MENON ‘hecho por Menon’) en un ánfora de Filadelfia (Filadelfia, Museo Universitario 5399) que decoró). Esto cambió después del descubrimiento de sus firmas (Psiax egrafsen (también egrafe) – Psiax “pintó” en dos alabastrones de figuras rojas de Karlsruhe (Badisches Landesmuseum: 242, B 120) y Odesa (Одеський музей захидного  і Fuente: 26602 – Museo de Arte Occidental y Oriental de Odesa), obra del alfarero Hilinos
Psiax fue un pintor versátil (experimentó mucho), quien dominó todas las técnicas de pintura de vasos de la época, a saber, la técnica de la cerámica de figuras negras, la de figuras rojas, la técnica de decoración de vasos con fondo blanco y fondo rojo coral y la decoración de vasos con técnica de Six. Se le atribuyen alrededor de 60 obras que decoran grandes vasos (por ejemplo, ánforas, hidrias y cráteras de cáliz y pequeños vasos (kílices, aríbalos, alabastra, lécitos, cíatos, mastos y pínakes – platos redondos). Algunas de sus pinturas (especialmente en vasos más pequeños) recuerdan al trabajo de figuras negras del Pintor de Amasis, que puede haber sido su maestro. Las firmas del alfarero Andócides en dos de sus ánforas procedentes de Londres (British Museum, B.M. 1980.11-29.1.) y Madrid (Museo Arqueológico Nacional: 1100.), dan testimonio de su vinculación con el taller que produjo los vasos de figuras rojas y de doble decoración (una cara realizada en técnica de figuras negras y otra en técnica de figuras rojas) más antiguos, donde Psiax trabajó junto al Pintor de Andócides. Psiax también era estilísticamente muy cercano al Pintor de Antimenes en su obra de figuras negras, quien trabajó solo con esta técnica de pintura más antigua. La arqueóloga Gisela Richter afirmó que su obra se caracteriza por una delicada elegancia, una ejecución precisa, una línea fina, ligeramente vacilante y una gran cantidad de detalles, su estilo es distintivo y fácilmente reconocible.
Pintó composiciones de figuras rojas y negras en su ánfora de doble decoración, expuesta en Múnich (Staatliche Antikensammlungen 2302 (su perfecto dominio de estas dos técnicas y la facilidad con la que las combinaba eran únicos. La escena de figuras rojas muestra a Dioniso recostado entre ménades danzantes y un sátiro, la escena de figuras negras muestra a Yolao conduciendo majestuosos caballos de carro, mientras Heracles camina a su lado con la mano izquierda en alto. Hermes se encuentra a la derecha. Las inscripciones indican sus nombres, y sobre los caballos se encuentra la inscripción «IPOCRATES KALOS – Hipócrates es hermoso», una inscripción que alaba a Hipócrates (las inscripciones están grabadas). Psiax prefería los motivos dionisíacos, como en su cíato de figuras negras de Milán (Museo Poldi Pezzoli, AJA 45)  y obras que representan a Heracles, como el ánfora de figuras negras de Brescia que representa a Heracles y el león de Nemea (Museo Civico Romano Aríbalo de figuras rojas de Bolonia, que representa a Heracles con amazonas (Museo Cívico Arqueológico PU322) ) o Heracles con el caballo Diomedes representado en una copa del Museo del Ermitage de San Petersburgo (kílix con pintura de figuras negras sobre fondo rojo coral, San Petersburgo, Museo Estatal del Hermitage, ГР - 28190)

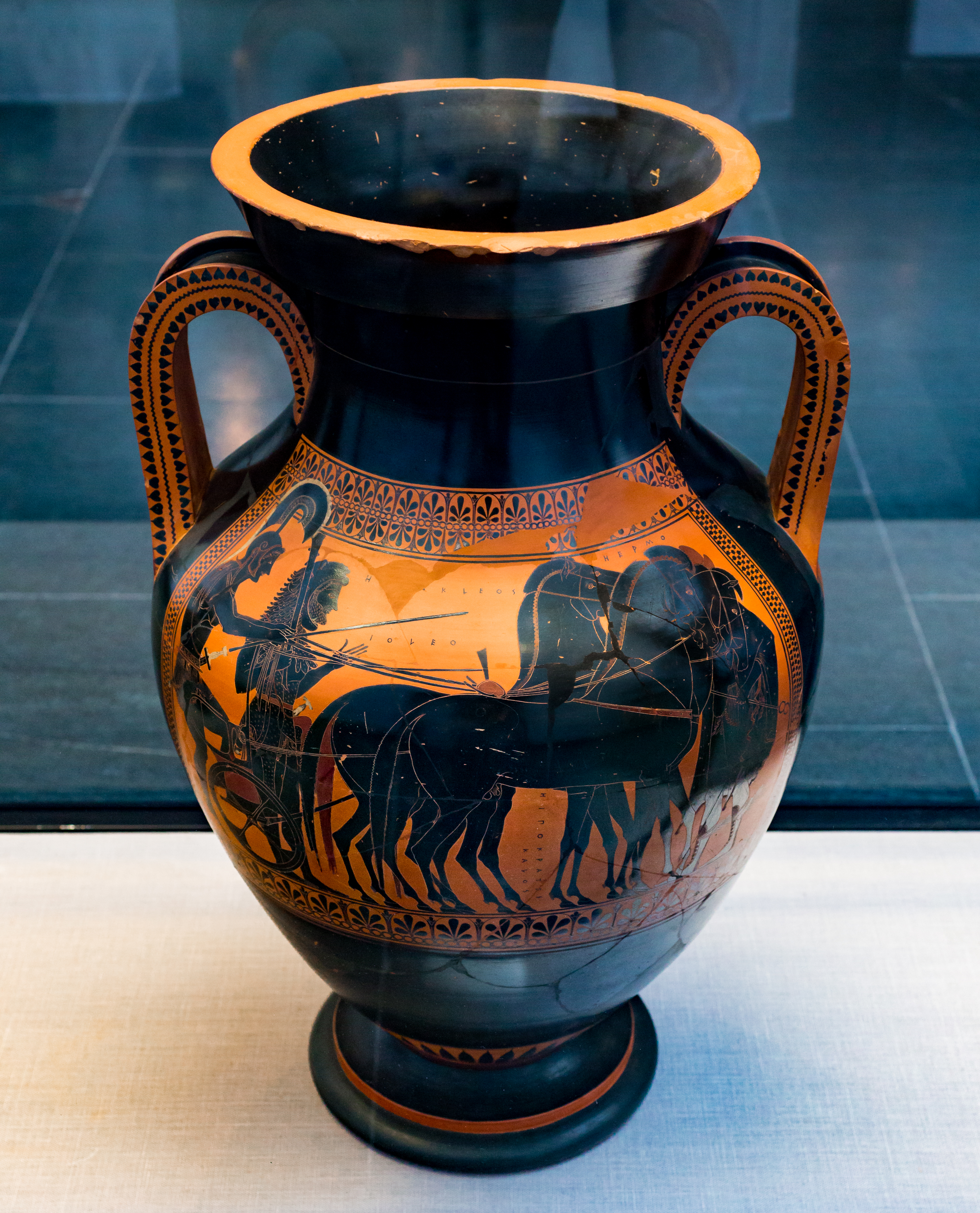
Ánfora ática (tipo A) con doble decoración, c. 520– 510 a. C., Staatliche Antikensammlungen 2302, Múnich
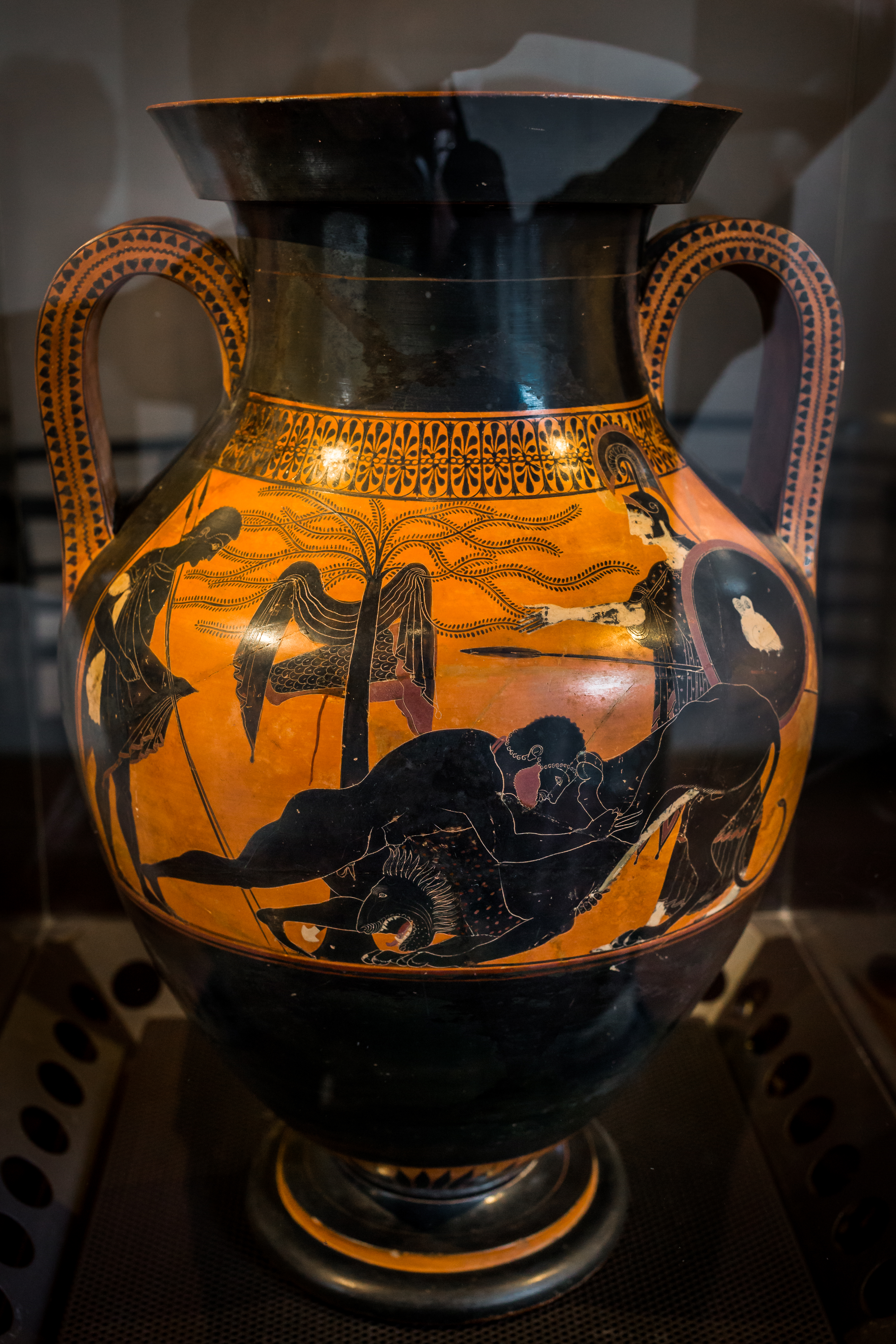
Ánfora de figuras negras que representa a Heracles y el león de Nemea, circa 510 a. C., Brescia, Museo Cívico Romano.
Kílix ático con doble decoración, c. 520 a. C., Museo de Arte de Cleveland, 1976.89
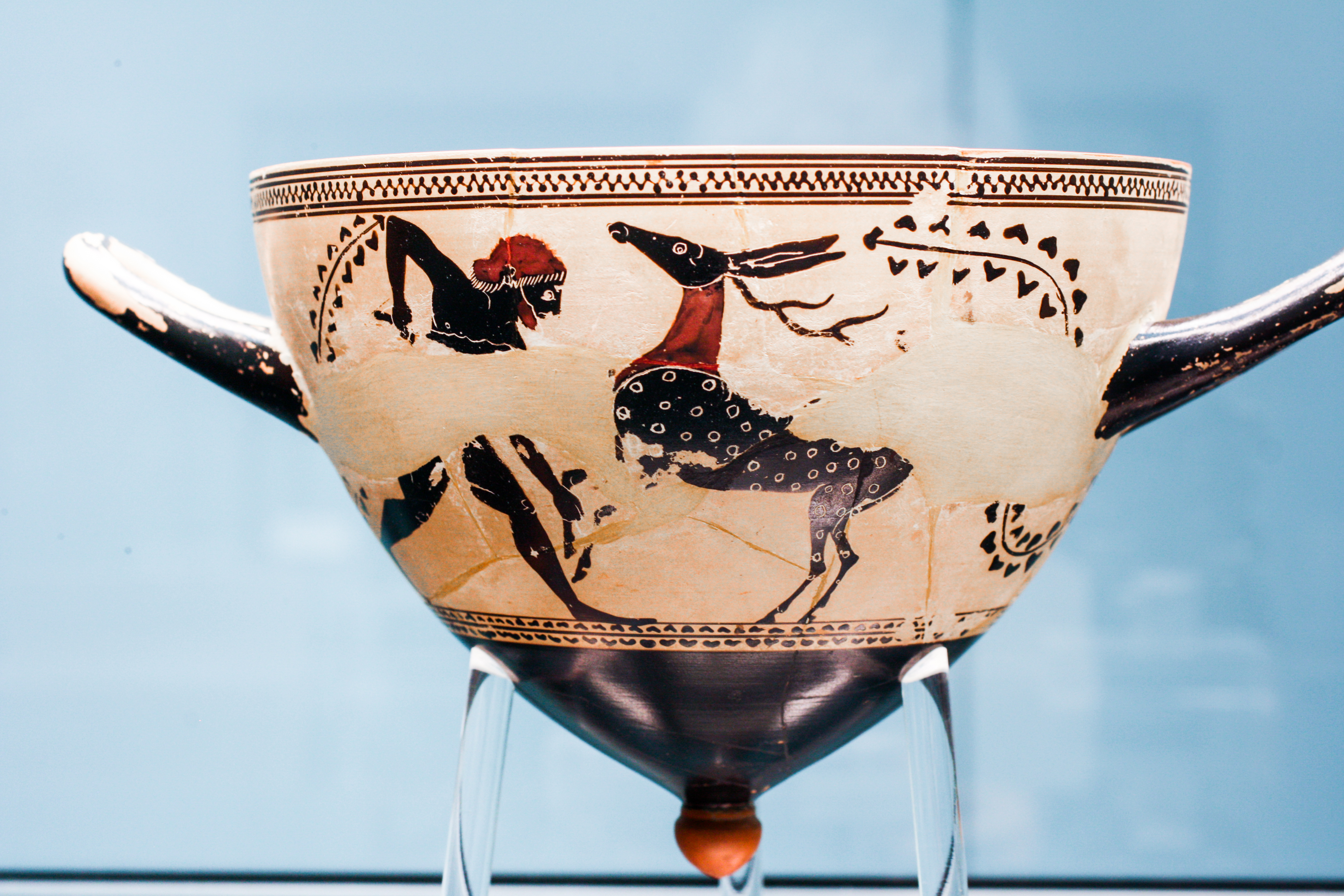
Masto ático pintado sobre fondo blanco, c. 510 a. C., Staatliche Antikensammlungen 2003 (J 355), Múnich.
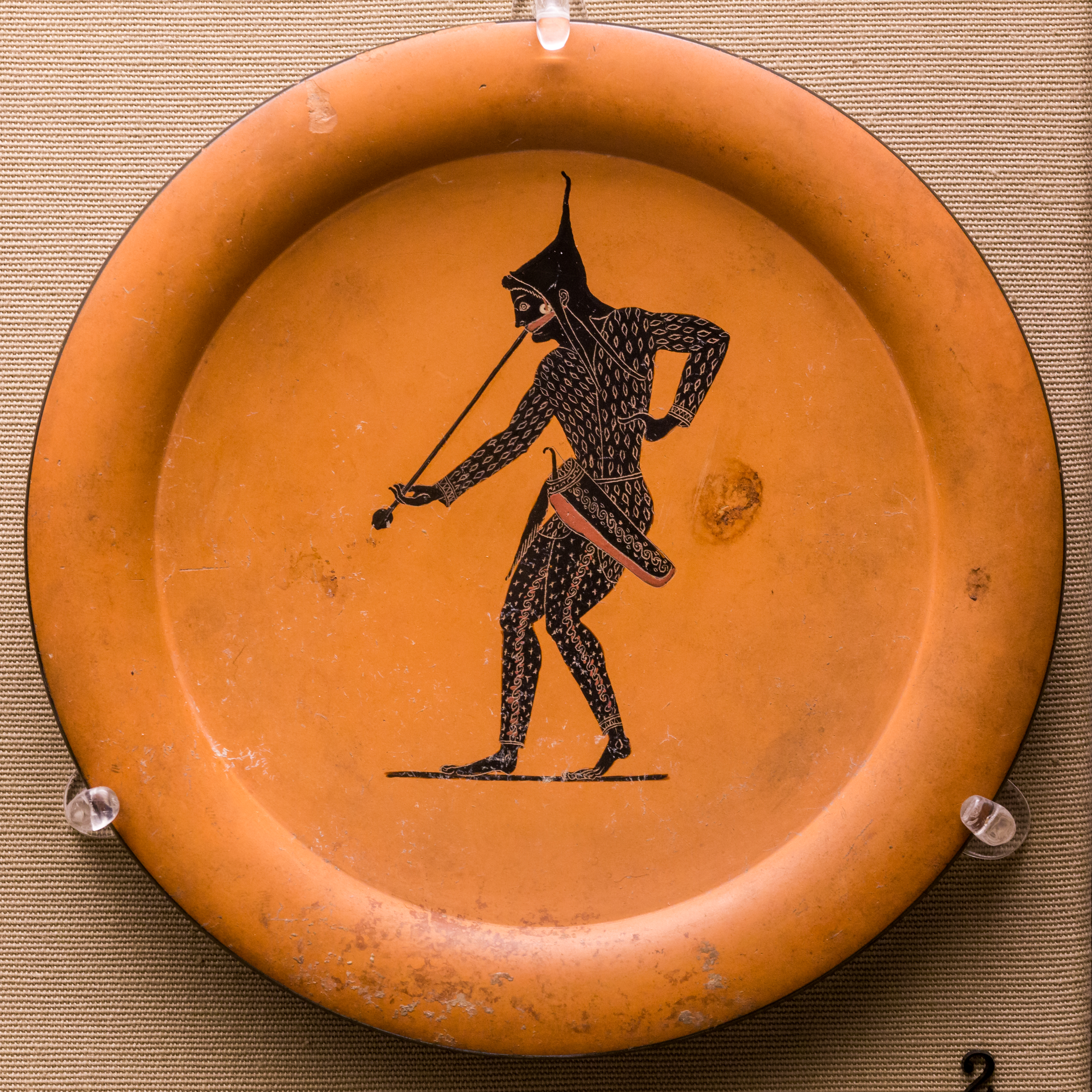
Pínax de figuras negras (placa redonda) que representa a escita, Museo Británico 1867,0508.941, Londres.